# Ley de Dawes

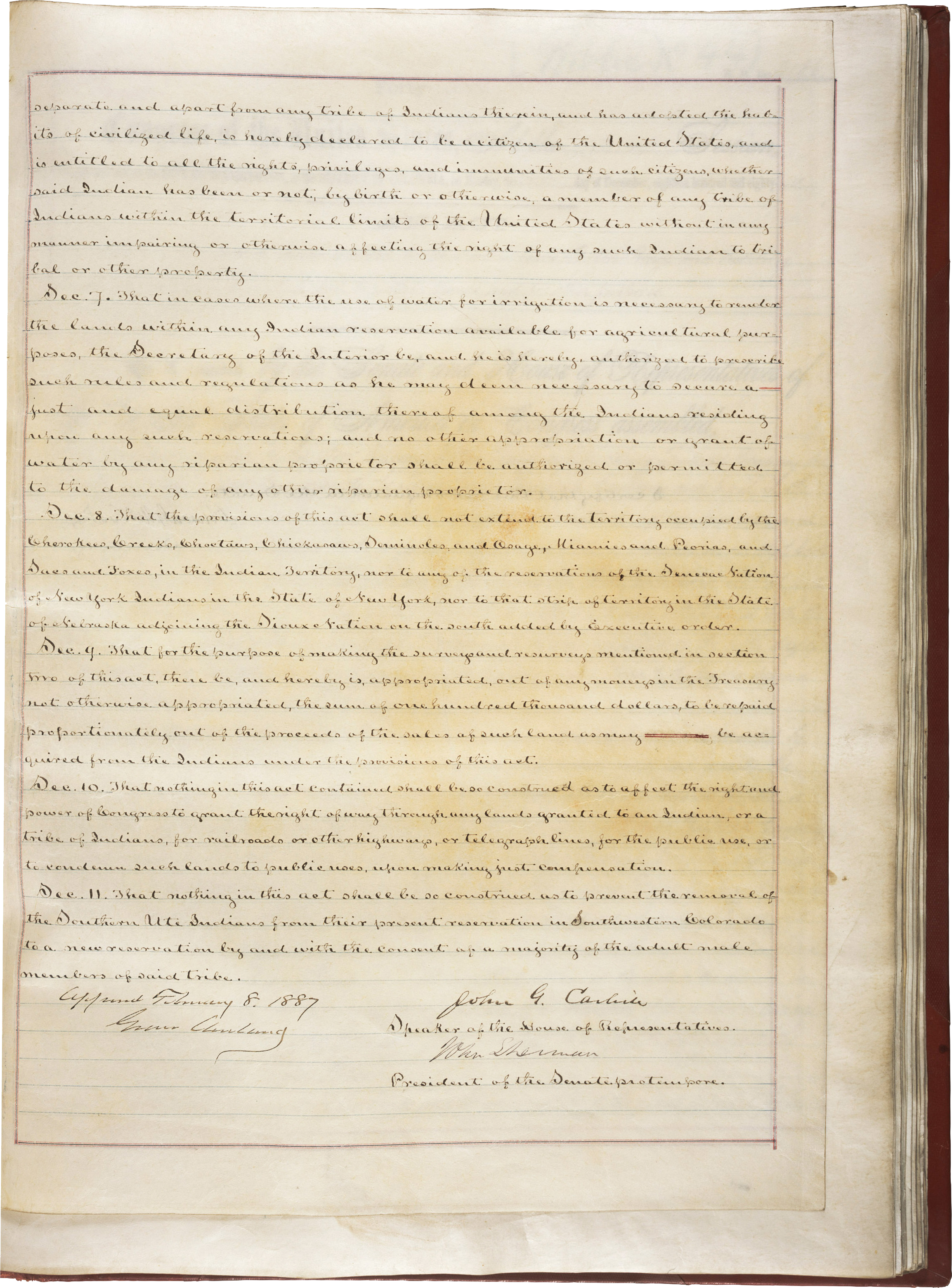
Segunda página de la Ley de Dawes.

La Ley de Dawes de 1887 (también conocida en inglés como General Allotment Act o Dawes Severalty Act of 1887) regulaba los derechos de tierras en territorios tribales dentro de los Estados Unidos. Nombrada en honor al senador Henry L. Dawes de Massachusetts, autorizaba al presidente de los Estados Unidos a subdividir las tierras comunales tribales de los nativos estadounidenses en parcelas para los jefes de familia y los individuos nativos. Esto convertiría los sistemas tradicionales de tenencia de la tierra en un sistema de propiedad privada impuesto por el gobierno, obligando a los nativos de Estados Unidos a «asumir una relación capitalista y propietaria con la propiedad» que no existía con anterioridad en sus culturas. Antes de que se pudiera distribuir la propiedad privada, el gobierno tenía que determinar qué indígenas eran elegibles para las parcelas, lo que impulsó una búsqueda oficial de una definición federal de «indianidad».
Aunque la ley se aprobó en 1887, el gobierno federal implementó la Ley de Dawes en base a cada tribu después de eso. Por ejemplo, en 1895, el Congreso aprobó la Ley de Hunter, que administró la Ley de Dawes entre los Ute del Sur. El propósito nominal de la ley era proteger la propiedad de los nativos, así como obligar a «su absorción en la corriente principal estadounidense».
A los pueblos nativos que se consideraban de sangre mixta se les otorgó la ciudadanía estadounidense, mientras que otros fueron «destribalizados». Entre 1887 y 1934, los nativos estadounidenses cedieron el control de alrededor de 100 millones de acres de tierra (en 2019, Estados Unidos tenía un total de 1.9 mil millones de acres de tierra), o alrededor de «dos tercios de la base de tierras que tenían en 1887» como resultado de la ley. La pérdida de la propiedad de la tierra y la disolución del liderazgo tradicional de las tribus produjeron efectos culturales y sociales potencialmente negativos que desde entonces han llevado a algunos académicos a considerar la ley como una de las políticas más destructivas de los Estados Unidos para los nativos estadounidenses en la historia.
Las «Cinco Tribus Civilizadas» (cheroqui, chickasaw, choctaw, muscogui y seminola) en el Territorio Indio estaban inicialmente exentas de la Ley de Dawes. La Comisión de Dawes se estableció en 1893 como una delegación para registrar a los miembros de las tribus para la asignación de tierras. Vinieron a definir la pertenencia tribal en términos de cuantificación de sangre. Sin embargo, como no había un método para determinar líneas de sangre precisas, los miembros de la comisión solían asignar «estatus de sangre completa»a los nativos que se percibían como «pobremente asimilados» o «legalmente incompetentes», y «estatus de sangre mixta» a los nativos estadounidenses que «más se parecían a los blancos», independientemente de cómo se identificaran culturalmente.
La Ley de Curtis de 1898 extendió las disposiciones de la Ley de Dawes a las «Cinco Tribus Civilizadas», requiriendo la abolición de sus gobiernos y la disolución de los tribunales tribales, la asignación de tierras comunales a individuos registrados como miembros tribales y la venta de tierras declaradas excedentes. Esta ley fue «una consecuencia de la competencia por la posesión de la tierra en 1889 (Land Rush), y completó la extinción de las reclamaciones de tierras indias en el territorio. Esto violó la promesa de los Estados Unidos de que el territorio indígena seguiría siendo territorio nativo a perpetuidad», completó la obliteración de los títulos de tierras tribales en el Territorio Indio, y preparó la admisión de la tierra del territorio a la Unión como el estado de Oklahoma.
La Ley de Dawes fue enmendada nuevamente en 1906 bajo la Ley de Burke.

Durante la Gran Depresión, la administración de Franklin D. Roosevelt aprobó la Ley de Reorganización Indígena de EE. UU. (también conocida como la Ley Wheeler-Howard) el 18 de junio de 1934. Prohibió cualquier reparto adicional de tierras y creó un New Deal para los nativos estadounidenses, que renovó sus derechos a reorganizarse y formar autogobiernos para «reconstruir una base de tierras adecuada».

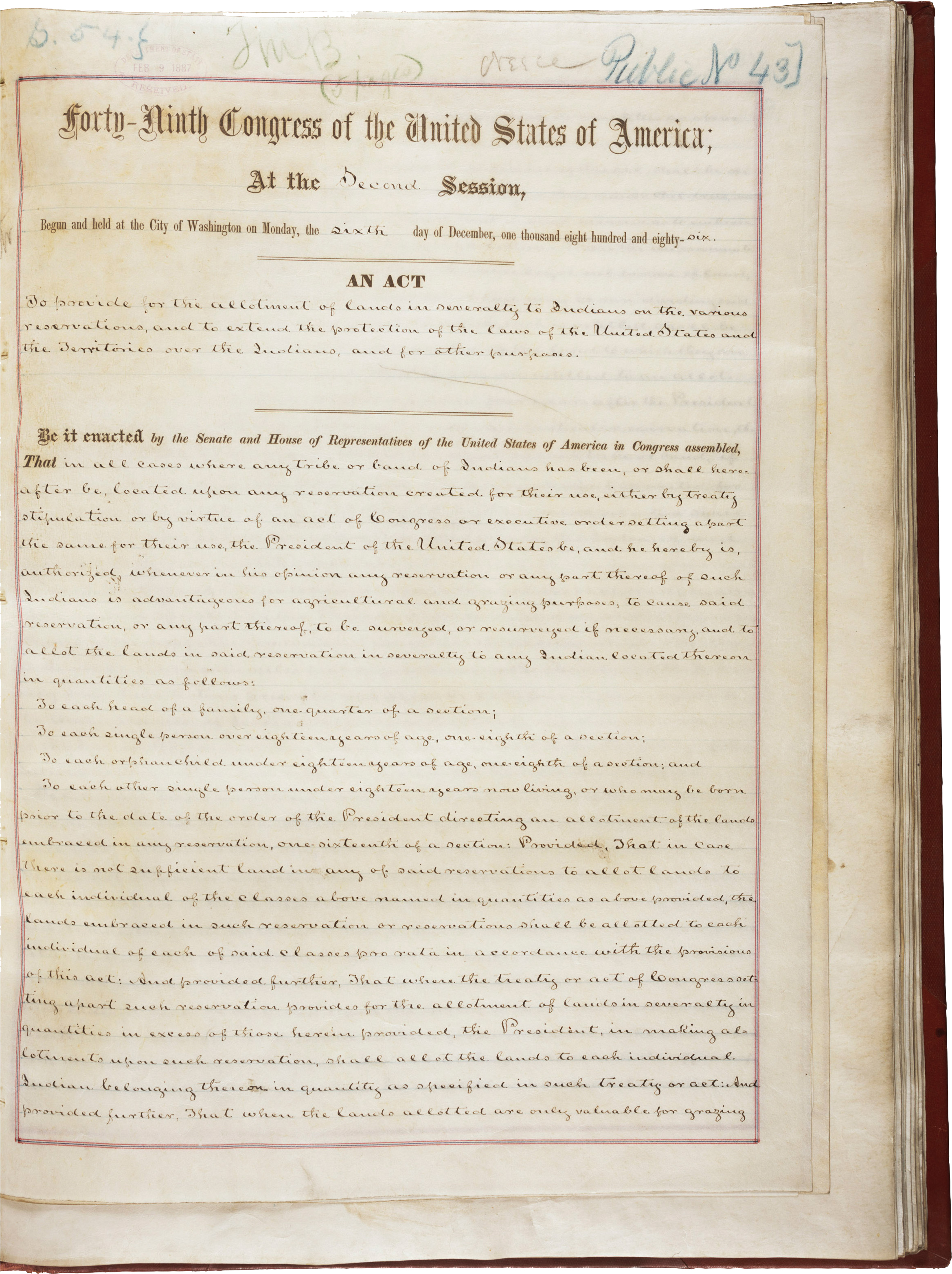
Primera página de la Ley de Dawes.

## Creación de reservas y asimilación
A principios del siglo XIX, el gobierno federal de Estados Unidos intentó abordar lo que denominaba el «Problema Indio». Numerosos inmigrantes europeos se estaban asentando en la frontera oriental de los territorios indígenas (donde la mayoría de las tribus nativas americanas habían sido reubicadas). Los conflictos entre los grupos aumentaron a medida que competían por los recursos y operaban según diferentes sistemas culturales. Buscando una solución rápida a su problema, el Comisionado de Asuntos Indígenas William Medill propuso establecer «colonias» o «reservas» que serían exclusivamente para los nativos, similar a aquellas que algunas tribus nativas habían creado por sí mismas en el este. Fue una forma de reubicación mediante la cual el gobierno de EE. UU. ofrecería una transferencia de los nativos desde sus ubicaciones actuales a áreas en la región más allá del río Misisipi. Esto permitiría el asentamiento de estadounidenses europeos en el sureste, donde había una creciente demanda de acceso a nuevas tierras.
La nueva política pretendía concentrar a los nativos estadounidenses en áreas alejadas de los nuevos colonos. Durante el último siglo XIX, las tribus nativas americanas resistieron la imposición del sistema de reservas y se enfrentaron al Ejército de los Estados Unidos (en lo que se conoció como las Guerras Indias en el Oeste) durante décadas. Finalmente, derrotadas por la fuerza militar estadounidense y las continuas olas de nuevos colonos, las tribus negociaron acuerdos para reasentarse en reservas. Los nativos terminaron con un total de más de 155 millones de acres (630,000 km²) de tierra, que abarcaban desde desiertos áridos hasta tierras agrícolas de primera.
El sistema de reservas, aunque obligatorio para los nativos, asignó a cada tribu una reclamación sobre sus nuevas tierras, protección sobre sus territorios y el derecho a gobernarse a sí mismos. Con el Senado de EE. UU. involucrado solo para la negociación y ratificación de tratados, los nativos estadounidenses ajustaron sus formas de vida e intentaron mantener sus tradiciones. La organización tribal tradicional, una característica definitoria de los nativos americanos como unidad social, se hizo aparente para las comunidades no nativas de los Estados Unidos. La tribu era vista como un grupo altamente cohesivo, dirigido por un jefe hereditario o elegido, que ejercía poder e influencia entre los miembros de la tribu siguiendo tradiciones antiguas.
A fines de la década de 1880, algunos interesados estadounidenses sentían que la asimilación de los nativos estadounidenses en la cultura estadounidense era una prioridad máxima y era necesaria para la supervivencia misma de los pueblos. Esta era la creencia entre personas que los «admiraban», así como entre personas que pensaban que necesitaban dejar atrás su tenencia de tierras tribales, reservas, tradiciones y, en última instancia, sus identidades indígenas. El senador Henry Dawes lanzó una campaña para «librar a la nación del tribalismo a través de las virtudes de la propiedad privada, asignando parcelas de tierra a los jefes de familia indígenas».
El 8 de febrero de 1887, el presidente Grover Cleveland firmó la Ley de Reparto de Dawes. Responsable de promulgar el reparto de las reservas tribales en parcelas de tierra para hogares individuales, la Ley de Dawes fue destinada por los reformadores para lograr seis objetivos:
- Disolver las tribus como una unidad social,
- Fomentar iniciativas individuales,
- Fomentar el progreso de los agricultores nativos,
- Reducir el costo de la administración nativa,
- Asegurar partes de las reservas como tierras indias, y
- Abrir el resto de las tierras a colonos blancos para obtener beneficios.[19]

La Ley facilitó la asimilación; se volverían más «americanizados» a medida que el gobierno asignara las reservas y los indígenas se adaptaran a la agricultura de subsistencia, el modelo principal en ese momento. Los nativos estadounidenses tenían ideologías específicas en relación con la tierra tribal. Algunos nativos comenzaron a adaptarse a la cultura. Adoptaron los valores de la sociedad dominante y vieron la tierra como bienes raíces que podían comprarse y desarrollarse; aprendieron a usar su tierra de manera efectiva para convertirse en agricultores prósperos. A medida que eran incorporados como ciudadanos del país, abandonarían aquellos de sus discursos e ideologías que se consideraban incivilizados y los cambiarían por aquellos que les permitieran convertirse en ciudadanos industriosos y autosuficientes, y finalmente liberarse de su necesidad de supervisión gubernamental.

## Disposiciones de la Ley de Dawes
Las disposiciones importantes de la Ley de Dawes fueron:
1. Un jefe de familia recibiría una concesión de 160 acres (65 ha), una persona soltera u órfano mayor de 18 años recibiría una concesión de 80 acres (32 ha), y las personas menores de 18 años recibirían 40 acres (16 ha) cada una;
2. Las concesiones serían mantenidas en fideicomiso por el gobierno de EE. UU. durante 25 años;
3. Los nativos estadounidenses elegibles tenían cuatro años para seleccionar su tierra; después de eso, la selección sería hecha por ellos por el Secretario del Interior.[23]

Todo miembro de las bandas o tribus que recibiera una concesión de tierras estaría sujeto a las leyes del estado o territorio en el que residieran. Cada nativo que recibiera una concesión de tierras «y hubiera adoptado los hábitos de la vida civilizada» (vivir separado y aparte de la tribu) sería investido con la ciudadanía estadounidense «sin afectar de ninguna manera el derecho de tal indio a la propiedad tribal u otra propiedad».
El Secretario del Interior podría emitir reglas para asegurar la distribución equitativa del agua para el riego entre las tribus, y proporcionar que «ninguna otra apropiación o concesión de agua por cualquier propietario ribereño sea autorizada o permitida en detrimento de cualquier otro propietario ribereño».
La Ley de Dawes no se aplicaba al territorio:
- Cherokee, Creek, Choctaw, Chickasaw, Seminole, Miami y Peoria en el Territorio Indio;
- Osage y Sac y Fox en el Territorio de Oklahoma;
- cualquiera de las reservas de la Nación Seneca de Nueva York; o
- una franja de territorio en el Estado de Nebraska adyacente a la Nación Sioux;
- Reserva Ojibwe de Red Lake;[27]
- La Tribu Osage de Oklahoma.

Las disposiciones fueron posteriormente extendidas a las tribus Wea, Peoria, Kaskaskia, Piankeshaw y Miami Occidental por la ley de 1889. La asignación de las tierras de estas tribus fue ordenada por la Ley de 1891, que amplió las disposiciones de la Ley de Dawes.

### Enmiendas de la Ley de Dawes de 1891
En 1891, se enmendó la Ley de Dawes, lo cual:
- Permitía la distribución prorrateada cuando la reserva no tenía suficiente tierra para que cada individuo recibiera asignaciones en las cantidades originales, y proporcionaba que cuando la tierra solo era apta para pastoreo, dicha tierra se asignara en cantidades dobles;[31]
- Establecía criterios para la herencia;[32]
- No se aplicaba a la zona de los cheroquis.[33]

### Disposiciones de la Ley de Curtis
La Ley de Curtis de 1898 extendió las disposiciones de la Ley de Dawes a las Cinco Tribus Civilizadas en el Territorio Indio. Abolió su autogobierno, incluidos los tribunales tribales. Además de prever la asignación de tierras a los miembros tribales, autorizó a la Comisión de Dawes a determinar los miembros al registrar a los miembros tribales.

### Disposiciones de la Ley de Burke
La Ley de Burke de 1906 enmendó las secciones de la Ley de Dawes que trataban con la ciudadanía estadounidense (Sección 6) y el mecanismo para emitir asignaciones. El Secretario del Interior podía obligar al asignatario nativo a aceptar el título de propiedad de la tierra. La ciudadanía estadounidense se otorgaba incondicionalmente al recibir la asignación de tierras (el individuo no necesitaba mudarse de la reserva para recibir la ciudadanía). La tierra asignada a los nativos estadounidenses se sacaba del fideicomiso y estaba sujeta a impuestos. La Ley de Burke no se aplicaba a ningún nativo en el Territorio Indio.

## Consecuencias

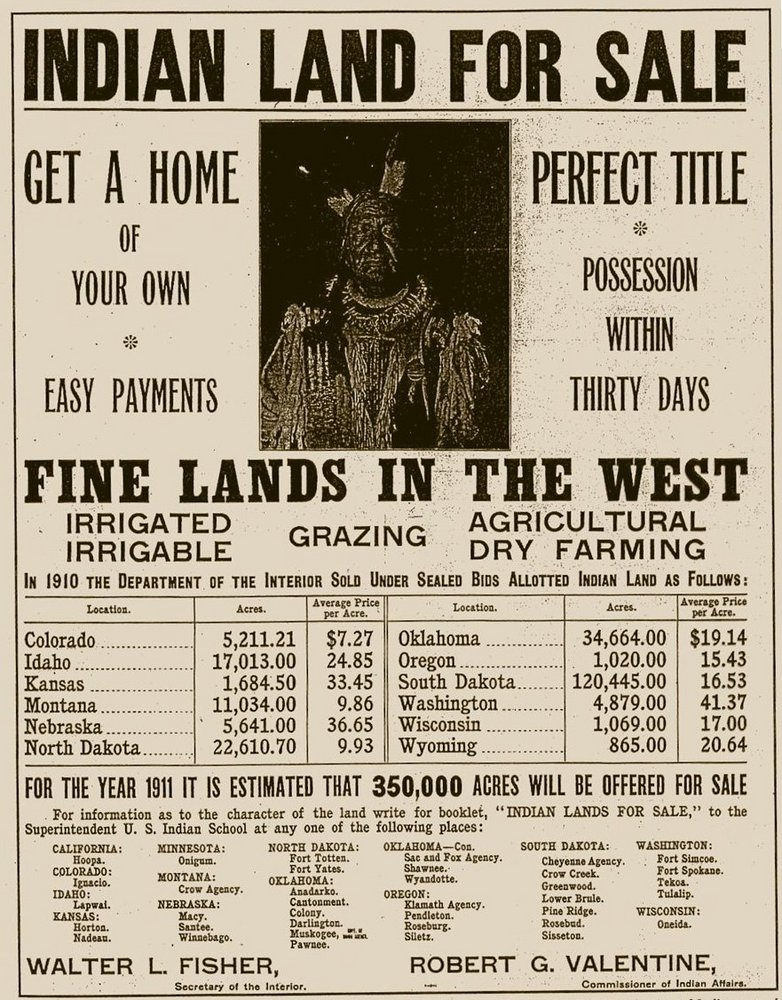
Un anuncio de 1911 en el que se ofrecen a la venta «tierras indias adjudicadas».

### Identidad y destribalización
Los efectos de la Ley de Dawes fueron destructivos para la soberanía, cultura e identidad de los nativos estadounidenses , ya que facultaba al gobierno de EE. UU. para:
1. Prevenir legalmente el derecho soberano de los indígenas a definirse a sí mismos.
2. Implementar la noción errónea de cuantía de sangre como criterio legal para definir a los indígenas .
3. Institucionalizar divisiones entre «sangre completa» y «sangre mixta».
4. «Destribalizar» a un segmento considerable de la población india.
5. Apropiarse legalmente de vastas extensiones de tierra india.

El gobierno federal inicialmente consideró la Ley de Dawes como un experimento democrático tan exitoso que decidió explorar más el uso de las leyes de cuantía de sangre y la noción de reconocimiento federal como el medio cualificado para «dispensar otros recursos y servicios como atención médica y financiamiento educativo» a los nativos estadounidenses mucho después de su aprobación. Con la Ley de Dawes, las parcelas de tierra se distribuyeron de acuerdo con las cantidades percibidas de sangre. A las personas indígenas etiquetadas como «de sangre completa» se les asignaron «parcelas de tierra relativamente pequeñas con patentes fiduciarias sobre las cuales el gobierno retenía el control completo durante un mínimo de veinticinco años». Aquellos que fueron categorizados como «sangre mixta» recibieron «parcelas más grandes y mejores tierras, con 'patentes en dominio absoluto' (control completo), pero también se vieron obligados a aceptar la ciudadanía estadounidense y renunciar al estatus tribal».
Además, los nativos que no «cumplían con los criterios establecidos» como «sangre completa» o «sangre mixta» fueron efectivamente «destribalizados», al ser «despojados de su identidad india americana y desplazados de sus tierras, descartados en la nebulosa de la otredad americana». Aunque la Ley de Dawes se reconoce «típicamente» como la «instigación principal de divisiones entre los indios tribales y destribalizados», la historia de la destribalización en los Estados Unidos «en realidad precede a Dawes».

### Pérdida de tierras
La Ley de Dawes puso fin a la tenencia comunal de tierras por parte de los nativos (con tierras de cultivo a menudo siendo propiedad privada de familias o clanes), mediante la cual aseguraban que todos tuvieran un hogar y un lugar en la tribu. La ley «fue la culminación de los intentos estadounidenses de destruir las tribus y sus gobiernos y abrir tierras indias para el asentamiento de no indios y para el desarrollo de ferrocarriles». Las tierras propiedad de los nativos disminuyeron de 138 millones de acres (560,000 km²) en 1887 a 48 millones de acres (190,000 km²) en 1934.
El senador Henry M. Teller de Colorado fue uno de los opositores más abiertos a la asignación. En 1881, dijo que la asignación era una política «para despojar a los indios de sus tierras y convertirlos en vagabundos en la faz de la tierra». Teller también dijo:
El verdadero objetivo [de la asignación] era llegar a las tierras indias y abrirlas al asentamiento. Las disposiciones para el aparente beneficio de los indios no son más que el pretexto para llegar a sus tierras y ocuparlas... Si esto se hiciera en nombre de la codicia, sería lo suficientemente malo; pero hacerlo en nombre de la humanidad... es infinitamente peor.
En 1890, el propio Dawes comentó sobre la incidencia de nativos estadounidenses perdiendo sus asignaciones de tierras a los colonos: «Nunca conocí a un hombre blanco que pusiera su pie en la tierra de un indio y alguna vez lo quitara». La cantidad de tierra en manos nativas se agotó rápidamente de unos 150 millones de acres (610,000 km²) a 78 millones de acres (320,000 km²) para el año 1900. El resto de la tierra, una vez asignada a los nativos designados, fue declarada excedente y vendida a colonos no nativos, así como a ferrocarriles y otras grandes corporaciones; otras secciones fueron convertidas en parques federales y complejos militares.
La mayoría de los asignatarios a quienes se les otorgó tierras en las Grandes Llanuras no tuvieron éxito en lograr la viabilidad económica a través de la agricultura. La división de la tierra entre los herederos tras la muerte de los asignatarios llevó rápidamente a la fragmentación de la tierra. La mayoría de la tierra asignada, que podía ser vendida después de un período legal de 25 años, finalmente fue vendida a compradores no nativos a precios de ganga. Además, la tierra considerada como excedente más allá de lo necesario para la asignación fue abierta a colonos blancos, aunque las ganancias de las ventas de estas tierras a menudo se invertían en programas destinados a ayudar a los nativos estadounidenses . Durante los 47 años de vigencia de la Ley, los nativos estadounidenses perdieron aproximadamente 90 millones de acres (360,000 km²) de tierras de tratado, o aproximadamente dos tercios de la base territorial de 1887. Alrededor de 90,000 nativos quedaron sin tierras.

### Cultura y roles de género
La Ley de Dawes obligó a los nativos estadounidenses a adoptar la cultura euroamericana al prohibir las prácticas culturales indígenas y alentar las prácticas culturales y las ideologías de los colonos en las familias y los niños nativos. Al transferir la tierra comunalmente poseída por los nativos a propiedad privada, la Oficina de Asuntos Indígenas (OIA) «esperaba transformar a los nativos estadounidenses en agricultores y esposas campesinas a través de la asignación de propiedades individuales conocidas como asignaciones». En un intento por cumplir este objetivo, la Ley de Dawes «prohibió la cultura nativa americana y estableció un código de delitos indígenas que regulaba el comportamiento individual de acuerdo con las normas de conducta euroamericanas». Cualquier violación de este código debía ser «juzgada en un Tribunal de Delitos Indios en cada reserva». Junto con la Ley de Dawes, se incluyeron «fondos para instruir a los nativos estadounidenses en patrones de pensamiento y comportamiento euroamericanos a través de escuelas del Servicio Indígena».
Con la toma de muchas propiedades de los nativos, las estructuras indígenas de vida doméstica, roles de género e identidad tribal fueron alteradas críticamente para fusionarse con la sociedad. Por ejemplo, «un objetivo importante de la Ley de Dawes fue reestructurar los roles de género de los nativos americanos». Los colonos blancos que encontraron sociedades nativas americanas en la segunda mitad del siglo XIX «juzgaron el trabajo de las mujeres [en las sociedades nativas] como de menor estatus que el de los hombres» y asumieron que era un signo de «desempoderamiento y esclavitud» de las mujeres indígenas. Como resultado, «en términos evolutivos, los blancos veían la realización de tareas que parecían ser masculinas (agricultura, construcción de hogares y recolección de suministros) como una corrupción de los roles de género y un impedimento para el progreso». En teoría, las tareas de género «otorgaban a muchas mujeres indígenas estima e incluso recompensas y estatus dentro de sus tribus».
Al dividir las tierras de las reservas en parcelas de propiedad privada, los legisladores esperaban completar el proceso de asimilación forzando a los nativos estadounidenses a adoptar hogares individuales y fortalecer la familia nuclear y los valores de dependencia económica estrictamente dentro de esta pequeña unidad doméstica. La Ley de Dawes se implementó así para destruir «los patrones culturales nativos» al basarse «en teorías, comunes tanto a los etnólogos como a los feministas materiales, que veían el cambio ambiental como una forma de efectuar un cambio social». Aunque la propiedad privada de la tierra era la piedra angular de la ley, los reformadores «creían que la civilización solo podía lograrse mediante cambios concomitantes en la vida social» en las comunidades indígenas. Como resultado, «promovieron matrimonios cristianos entre los indígenas, obligaron a las familias a reagruparse bajo jefes masculinos (una táctica a menudo aplicada mediante el cambio de nombre), y entrenaron a los hombres en ocupaciones remuneradas mientras alentaban a las mujeres a la domesticidad».

### Reducción de soberanía
En 1906, la Ley de Burke (también conocida como la Ley de Patentes Forzadas) enmendó la Ley General de Asignación (GAA) para otorgar al Secretario del Interior el poder de emitir una patente en dominio absoluto a los asignatarios clasificados como «competentes y capaces». Los criterios para esta determinación no están claros, pero significaba que los asignatarios considerados «competentes» por el Secretario del Interior tendrían sus tierras sacadas del estado fiduciario, sujetas a impuestos y podrían ser vendidas por el asignatario. Las tierras asignadas a los nativos estadounidenses considerados incompetentes por el Secretario del Interior eran automáticamente arrendadas por el gobierno federal. La ley dice:
... el Secretario del Interior puede, a su discreción, y se le autoriza por la presente, siempre que esté satisfecho de que cualquier asignatario nativo americano es competente y capaz de manejar sus asuntos en cualquier momento, hacer que se emita a dicho asignatario una patente en dominio absoluto, y en adelante se eliminarán todas las restricciones en cuanto a venta, gravamen o tributación de dicha tierra
El uso de la competencia abre la categorización, haciéndola mucho más subjetiva y aumentando así el poder excluyente del Secretario del Interior. Aunque esta ley daba poder al asignatario para decidir si mantener o vender la tierra, dada la dura realidad económica de la época y la falta de acceso al crédito y los mercados, la liquidación de tierras indígenas era casi inevitable. El Departamento del Interior sabía que prácticamente el 95% de las tierras con patentes en dominio absoluto eventualmente serían vendidas a blancos.
En 1926, el Secretario del Interior Hubert Work encargó un estudio sobre la administración federal de la política indígena y la condición del pueblo nativo estadounidense. Completado en 1928, The Problem of Indian Administration, comúnmente conocido como el Informe Meriam por el director del estudio, Lewis Meriam, documentó fraudes y apropiación indebida por parte de agentes gubernamentales. En particular, el Informe Meriam afirmó que la Ley General de Asignación había sido utilizada para privar ilegalmente a los nativos estadounidenses de sus derechos sobre la tierra.
Después de un considerable debate, el Congreso terminó el proceso de asignación bajo la Ley de Dawes mediante la promulgación de la Ley de Reorganización India de 1934 (Ley de Wheeler-Howard). Sin embargo, el proceso de asignación en Alaska, bajo la Ley de Asignación de Nativos de Alaska, continuó hasta su revocación en 1971 por la Ley de Liquidación de Reclamaciones de los Nativos de Alaska.
A pesar de la terminación del proceso de asignación en 1934, los efectos de la Ley General de Asignación continúan hasta el presente. Por ejemplo, una disposición de la ley fue el establecimiento de un fondo fiduciario, administrado por la Oficina de Asuntos Indígenas (BIA), para recolectar y distribuir ingresos de arrendamientos de petróleo, minerales, madera y pastoreo en tierras nativas americanas. La supuesta gestión indebida del fondo fiduciario por parte de la BIA resultó en litigios, en particular el caso Cobell v. Kempthorne (resuelto en 2009 por $3.4 mil millones), para forzar una contabilidad adecuada de los ingresos.

### Fraccionamiento
Durante más de ciento treinta años, las consecuencias de las asignaciones federales de tierras indias han desarrollado el problema del fraccionamiento. A medida que los asignatarios originales fallecen, sus herederos reciben intereses iguales e indivisos en las tierras de los asignatarios. En generaciones sucesivas, los intereses indivisos más pequeños descienden a la siguiente generación. Los intereses fraccionados en tierras asignadas a nativos estadounidenses continúan expandiéndose exponencialmente con cada nueva generación.
En 2004, Ross Swimmer, Fideicomisario Especial para indígenas Americanos en el Departamento del Interior de Estados Unidos, declaró que había alrededor de cuatro millones de intereses propietarios en los 10,000,000 acres (40,000 km²) de tierras fiduciarias de propiedad individual, una situación cuya magnitud hace que la gestión de los activos fiduciarios sea extremadamente difícil y costosa». «Estos cuatro millones de intereses podrían expandirse a once millones de intereses para el año 2030, a menos que se adopte un enfoque agresivo hacia el fraccionamiento». «Ahora hay piezas individuales de propiedad con intereses de propiedad que son menos del 0.0000001% o 1/9 millonésima del interés total, que tiene un valor estimado de 0.004 centavos».
Las consecuencias económicas del fraccionamiento se consideran graves. Algunos estudios de tasación recientes sugieren que cuando el número de propietarios de una parcela de tierra alcanza entre diez y veinte, el valor de esa parcela cae a cero.
Además, el fraccionamiento de la tierra y el consiguiente aumento del número de cuentas fiduciarias produjeron rápidamente una pesadilla administrativa. En los últimos 40 años, el área de tierras fiduciarias ha crecido aproximadamente 80,000 acres (320 km²) por año. Al año, se recolectan aproximadamente 357 millones de dólares de todas las fuentes de gestión de activos fiduciarios, incluidas las ventas de carbón, la tala de madera, los arrendamientos de petróleo y gas y otras actividades de derechos de paso y arrendamiento. Ninguna institución fiduciaria ha gestionado tantas cuentas fiduciarias como lo ha hecho el Departamento del Interior en el último siglo.
El Interior está involucrado en «la gestión de 100,000 arrendamientos para individuos [nativos estadounidenses] y tribus en tierras fiduciarias que abarcan aproximadamente 56,000,000 acres (230,000 km²). Se recaudan ingresos de arrendamientos, permisos de uso, ventas y alquileres e intereses de aproximadamente $226 millones al año para aproximadamente 230,000 cuentas de dinero indígena individual (IIM), y se recaudan aproximadamente $530 millones al año para aproximadamente 1,400 cuentas tribales. Además, el fideicomiso actualmente gestiona aproximadamente $2.8 mil millones en fondos tribales y $400 millones en fondos individuales de nativos americanos».
«Bajo las regulaciones actuales, se necesitan realizar trámites sucesorios para cada cuenta con activos fiduciarios, incluso aquellas con saldos entre un centavo y un dólar. Mientras que el costo promedio para un proceso sucesorio excede los $3,000, incluso un proceso simplificado y acelerado... que cueste tan solo $500 requeriría casi $10,000,000 para tramitar los $5,700 en estas cuentas».
«A diferencia de la mayoría de los fideicomisos privados, el gobierno federal asume todo el costo de administrar el fideicomiso indígena. Como resultado, los incentivos habituales que se encuentran en el sector comercial para reducir el número de cuentas pequeñas o inactivas no se aplican al fideicomiso indígena. De manera similar, Estados Unidos no ha adoptado muchas de las herramientas que los estados y las entidades gubernamentales locales tienen para garantizar que la propiedad no reclamada o abandonada se devuelva a un uso productivo dentro de la comunidad local».
El fraccionamiento no es un problema nuevo. En la década de 1920, la Institución Brookings realizó un estudio importante sobre las condiciones de los nativos estadounidenses e incluyó datos sobre los impactos del fraccionamiento. Este informe, que se conoció como el Informe Meriam, se emitió en 1928. Sus conclusiones y recomendaciones formaron la base para las disposiciones de reforma agraria que se incluyeron en lo que se convertiría en la Ley de Reorganización India. «Las versiones originales de la IRA incluían dos títulos clave; uno relacionado con la sucesión y el otro con la consolidación de tierras». Debido a la oposición a muchas de estas disposiciones en Indian Country, sobre todo por parte de los grandes ganaderos e industriales europeos-americanos que arrendaban tierras y otros intereses privados, la mayoría fueron eliminadas mientras el Congreso consideraba el proyecto de ley. La versión final de la IRA incluía solo algunas reformas básicas de tierras y medidas sucesorias. Aunque el Congreso permitió reformas importantes en la estructura de las tribus a través de la IRA y detuvo el proceso de asignación, no abordó de manera significativa el fraccionamiento como había sido previsto por John Collier, entonces Comisionado de Asuntos Indígenas, o la Institución Brookings.
«En 1922, la Oficina de Contabilidad General (GAO) realizó una auditoría de 12 reservas para determinar la gravedad del fraccionamiento en esas reservas. La GAO encontró que en las 12 reservas para las que recopiló datos, había aproximadamente 80,000 propietarios discretos; sin embargo, debido al fraccionamiento, había más de un millón de registros de propiedad asociados con esos propietarios. La GAO también encontró que si la tierra se dividiera físicamente por los intereses fraccionarios, muchos de estos intereses representarían menos de un pie cuadrado de terreno. A principios de 2002, el Departamento del Interior intentó replicar la metodología de auditoría utilizada por la GAO y actualizar los datos de su informe para evaluar el crecimiento continuo del fraccionamiento». Los resultados indicaron que aumentó en más del 40% entre 1992 y 2002.
Como ejemplo del fraccionamiento continuo, considere una parcela real identificada en 1987 en Hodel v. Irving, 481 U.S. 704 (1987):

La Parcela 1305 tiene 40 acres (160,000 m²) y produce $1,080 en ingresos anuales. Está valorada en $8,000. Tiene 439 propietarios, un tercio de los cuales reciben menos de $0.05 en alquiler anual y dos tercios de los cuales reciben menos de $1. El mayor titular de interés recibe $82.85 anualmente. El denominador común utilizado para calcular los intereses fraccionarios en la propiedad es 3,394,923,840,000. El heredero menor recibe $0.01 cada 177 años. Si la parcela se vendiera (asumiendo que los 439 propietarios pudieran ponerse de acuerdo) por su valor estimado de $8,000, tendría derecho a $0.000418. Los costos administrativos de manejar esta parcela son estimados por la Oficina de Asuntos Indígenas en $17,560 anualmente.

Hoy en día, esta parcela produce $2,000 en ingresos anuales y está valorada en $22,000. Ahora tiene 505 propietarios, pero el denominador común utilizado para calcular los intereses fraccionarios ha crecido a 220,670,049,600,000. Si la parcela se vendiera (asumiendo que los 505 propietarios pudieran ponerse de acuerdo) por su valor estimado de $22,000, el heredero más pequeño ahora tendría derecho a $0.00001824. «Los costos administrativos de manejar esta parcela en 2003 se estiman por la BIA en $42,800».
El fraccionamiento se ha vuelto significativamente peor. Como se señaló anteriormente, en algunos casos la tierra está tan altamente fraccionada que nunca puede hacerse productiva. Con intereses de propiedad tan pequeños, «es casi imposible obtener el nivel de consentimiento necesario para arrendar la tierra». «Además, para gestionar parcelas de tierra altamente fraccionadas, el gobierno gasta más dinero en tramitar sucesiones, mantener registros de títulos, arrendar la tierra y tratar de gestionar y distribuir pequeñas cantidades de ingresos a los propietarios individuales de lo que se recibe en ingresos de la tierra. En muchos casos, los costos asociados con la gestión de estas tierras pueden ser significativamente mayores que el valor del activo subyacente».

## Críticas
El libro de Angie Debo, And Still the Waters Run: The Betrayal of the Five Civilized Tribes (1940), afirmó que la política de asignación de la Ley de Dawes (que luego se extendió para aplicarse a las Cinco Tribus Civilizadas a través de la Comisión de Dawes y la Ley de Curtis de 1898) fue manipulada de manera sistemática para privar a los nativos estadounidenses de sus tierras y recursos. Ellen Fitzpatrick afirmó que el libro de Debo «presentó un análisis demoledor de la corrupción, la depravación moral y la actividad criminal que subyacían en la administración y ejecución blanca de la política de asignación».